# Bamberg (cratera)
Bamberg é uma cratera marciana. Tem como característica 58.3 quilômetros de diâmetro. Deve o seu nome a Bamberg, uma localidade da Alemanha.